# شورش‌های نژادی ساحل اقیانوس آرام سال ۱۹۰۷
شورش‌های نژادی ساحل اقیانوس آرام سال ۱۹۰۷ (انگلیسی: Pacific Coast race riots of 1907) یک سری شورش علیه آسیایی آمریکایی‌ها و کانادایی‌های‌تبار آسیایی بود که در ایالات متحده آمریکا و کانادا اتفاق افتاد. این شورش‌ها که منجر به خشونت و تخریب اموال شد، نتیجه تنش ضد آسیایی ناشی از مخالفت سفیدپوستان با افزایش جمعیت آسیایی در اواخر قرن ۱۹ و اوایل قرن ۲۰ بود. مهمترین آشوب‌هایی که در سان فرانسیسکو کالیفرنیا، بلینگهام، واشینگتن؛ و ونکوور، بریتیش کلمبیا، کانادا رخ داد. هر شهر و گروه فعال ضد آسیایی استدلال منحصر به فرد خود را برای شورش‌های خاص خود ادعا می‌کرد، که توسط اتحادیه اخراج آسیایی‌ها تشویق می‌شد.